# Itanhém
Itanhém là một đô thị thuộc bang Bahia, Brasil. Đô thị này có diện tích 1445,063 km², dân số năm 2007 là 20349 người, mật độ 14,08 người/km².